# Armalkolit

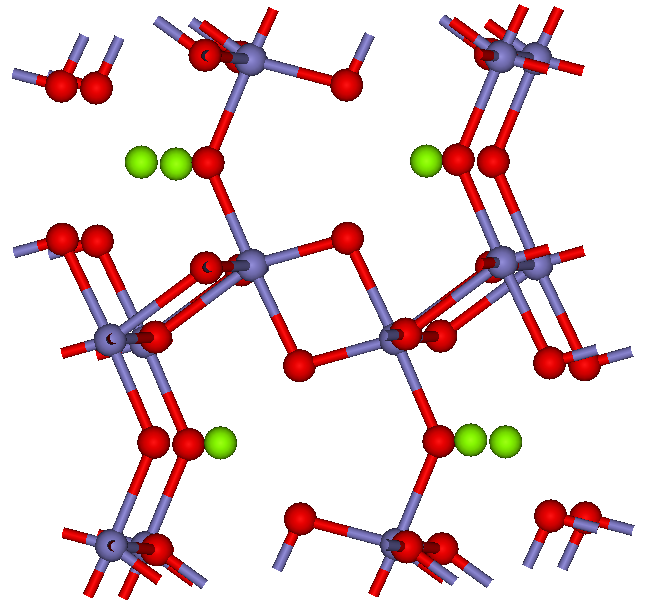
Struktura: zielony - magnez, niebieski - tytan, czerwony - tlen

Armalkolit – minerał o składzie chemicznym (Mg,Fe2+
)Ti
2O
5. Został odkryty w skałach księżycowych przywiezionych na Ziemię w misji Apollo 11. Jego nazwa pochodzi od pierwszych liter nazwisk trzech astronautów, biorących udział w tej misji: Armstronga, Aldrina i Collinsa.
Minerał ten powstaje typowo w niskich ciśnieniach i wysokich temperaturach. Stwierdzono jego występowanie w księżycowych bazaltach bogatych w tytan i mikrobrekcjach, został przywieziony na Ziemię w ramach misji Apollo 11 w 1969, a następnie przez załogi misji Apollo 16 i 17. Później odkryto, że występuje także w ziemskich skałach wulkanicznych i ultramaficznych, takich jak kimberlity, oraz w kraterach uderzeniowych (Nördlinger Ries).